# 東恋ヶ窪
東恋ヶ窪（ひがしこいがくぼ）は、東京都国分寺市の町名。現行行政地名は東恋ヶ窪一丁目から東恋ヶ窪六丁目。郵便番号は185-0014。

## 地理
国分寺市の北東部に位置する。北は東戸倉及び小平市上水本町、東は本多及び本町、南東は南町、南は泉町、西は西恋ヶ窪、北西は戸倉に隣接する。町内は閑静な住宅街である。

### 地価
住宅地の地価は2014年（平成26年）1月1日に公表された公示地価によれば東恋ヶ窪3丁目29番10の地点で26万2000円/m2となっている。

## 世帯数と人口
2017年（平成29年）12月1日現在の世帯数と人口は以下の通りである。
| 丁目           | 世帯数    | 人口     |
| -------------- | --------- | -------- |
| 東恋ヶ窪一丁目 | 0世帯     | 0人      |
| 東恋ヶ窪二丁目 | 1,197世帯 | 2,510人  |
| 東恋ヶ窪三丁目 | 1,946世帯 | 4,322人  |
| 東恋ヶ窪四丁目 | 1,496世帯 | 3,133人  |
| 東恋ヶ窪五丁目 | 507世帯   | 1,095人  |
| 東恋ヶ窪六丁目 | 857世帯   | 1,792人  |
| 計             | 6,003世帯 | 12,852人 |

一丁目はほぼ全域が日立製作所中央研究所内であるため、1967年の町域設定以来世帯・人口が0という状況が続いていた。
2010年代に入り日立が敷地の北端部を売却。
2018年現在マンションが建設。有史以来初の「東恋ヶ窪一丁目の住人」登録となった。

## 小・中学校の学区
市立小・中学校に通う場合、学区は以下の通りとなる。
| 丁目           | 番地       | 小学校     | 中学校     | 選択可能校            |
| -------------- | ---------- | ---------- | ---------- | --------------------- |
| 東恋ヶ窪一丁目 | 全域       | 第三小学校 | 第一中学校 | 第七小学校 第二中学校 |
| 東恋ヶ窪二丁目 | 全域       | 第三小学校 | 第一中学校 |                       |
| 東恋ヶ窪三丁目 | 全域       | 第三小学校 | 第一中学校 |                       |
| 東恋ヶ窪四丁目 | 11〜26番地 | 第三小学校 | 第一中学校 |                       |
| 東恋ヶ窪四丁目 | その他     | 第三小学校 | 第一中学校 | 第九小学校            |
| 東恋ヶ窪五丁目 | 全域       | 第九小学校 | 第一中学校 |                       |
| 東恋ヶ窪六丁目 | 全域       | 第三小学校 | 第一中学校 |                       |

## 交通

### 鉄道
| 隣接する街区の駅                                                 |
| ---------------------------------------------------------------- |
| JR中央線 西武国分寺線(SK01) 西武多摩湖線(ST01) - 国分寺駅(JC 16) |

中央本線が南端、西武多摩湖線が東端、西武国分寺線が西端の街区境界を通っているが、駅は置かれていない。

### バス
ぶんバス 万葉・けやき ルート

### 道路
- 東京都道17号所沢府中線（府中街道）
- 東京都道134号恋ヶ窪新田三鷹線（連雀通り）
- 東京都道222号国立停車場恋ヶ窪線

## 施設
- 国分寺中央公園
- 日立製作所中央研究所
- 国分寺市立第三小学校
- 国分寺市立恋ヶ窪保育園
- 国分寺病院
- サミット恋ヶ窪店